# Jorunna lemchei
Jorunna lemchei is een slakkensoort uit de familie van de Discodorididae. De wetenschappelijke naam van de soort is voor het eerst geldig gepubliceerd in 1976 door Ev. Marcus.